# Сънивейл
Сънивейл (на английски: Sunnyvale – „Слънчева долина“) е град в окръг Санта Клара в Района на Санфранциския залив, щата Калифорния, Съединените американски щати.
Намира се в Силициевата долина. Има население от 140 081 души (2010) и обща площ от 58,6 кв. км (22,6 кв. мили).
Там е базирана хардуеърната компания AMD. В града е родена киноактрисата Тери Хачър.